# Jean V (pape)
Pour les articles homonymes, voir Jean V.
Jean V, pape du 23 juillet 685 au 2 août 686. Depuis l'invasion byzantine, Jean V est le premier pape de la papauté byzantine, élu au sein de l'Église, par le peuple de Rome, non désigné, mais autorisé et consacré par l'empereur byzantin Constantin IV, et le premier d'une lignée de dix papes, originaires de l'Est. Sa papauté est marquée par la réconciliation entre la ville de Rome et l'Empire byzantin.

## Jeunesse
Jean V est probablement né à Antioche en Syrie vers 635, territoire actuel de la Turquie.
En raison de ses connaissances de la langue grecque, il est nommé légat du pape Agathon au cours du troisième concile de Constantinople (concile œcuménique).

## Élection
Jean V est le premier pape de la papauté byzantine, consacré sans l'approbation directe de l'empereur. Constantin IV fait disparaître l'exigence sous le règne du pape Benoît II , le prédécesseur de Jean V, qui prévoit que « l'élu au Siège apostolique peut être ordonné pontife à partir de ce moment et sans délai ». Dans un retour à la « pratique ancienne » Jean V est choisi par le peuple de Rome. Jean est élu le 23 juillet 685. Constantin IV fait confiance sans aucun doute à la population et au clergé de Rome, qui avait été suffisamment orientalisé, mais les neuf pontifes suivants sont d'origine orientale.

## Papauté
Le pontificat de Jean V voit la poursuite de l'amélioration des relations avec Byzance. L'empereur réduit grandement les impôts sur les patrimoines pontificaux de la Sicile et de la Calabre ; il abolit les autres impôts, comme une surtaxe sur les céréales qui avait été payée avec difficulté au cours des dernières années. Une lettre de Justinien II assure à Jean V qu'un « synode de hauts fonctionnaires civils et ecclésiastiques » comprenant l'apocrisiaire et l'armée byzantine, avait lu et, par la suite, scellé le texte du troisième concile de Constantinople, pour éviter toute altération de ses canons. La lettre est adressée au « pape Jean de la ville de Rome » écrite alors que l'empereur pense que le pape est toujours en vie ; elle est reçue par le pape Conon.
Comme ses prédécesseurs immédiats, Jean V était exceptionnellement généreux envers les diaconies de Rome, distribuant 1 900 solidi à "tous les membres du clergé ainsi qu'aux diaconies monastiques.

## Décès
Après un pontificat d'un peu plus d'un an, Jean V meurt dans son lit : il est remplacé par le pape Conon. La mort de Jean V le 2 août 686 donne lieu à un « débat houleux sur son successeur », entre le clergé qui favorise un archiprêtre Petros et l'armée qui soutient un autre prêtre du nom de Theodoros. La faction du clergé se rassemble devant la basilique constantinienne tandis que la faction de l'armée se réunit à l'église Saint-Étienne-le-Rond. Les navettes diplomatiques s'avèrent vaines, les membres du clergé élisent alors Conon, un gréco-sicilien, au lieu de leur candidat d'origine.
Jean V est enterré dans les tombes papales de l'ancienne basilique de Saint-Pierre.
Son inscription fait l'éloge de sa lutte contre le monothélisme lors du troisième concile de Constantinople : « avec les titres de la foi, en gardant cette vigilance, vous avez unis les esprits de sorte que le loup hostile n'a pas pu s'emparer de la brebis, ni le plus puissant écraser ceux d'en bas ». La tombe de Jean V est détruite par les Sarrasins lors du sac de Rome en 846.